# Häsen

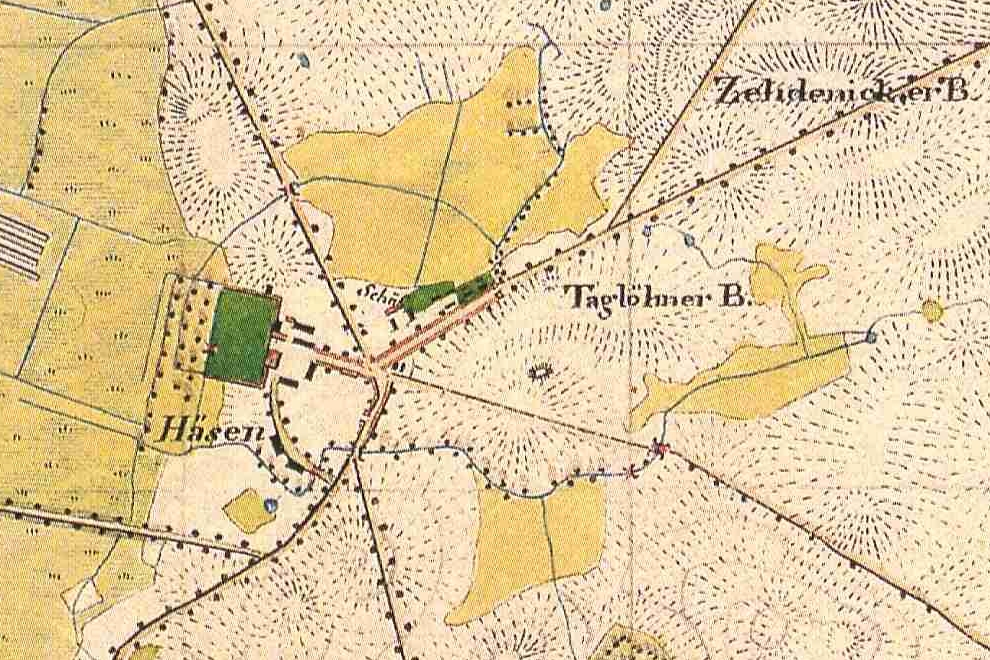
Häsen auf einem Messtischblatt der Preußischen Uraufnahme von 1825

Häsen ist ein Ortsteil der Gemeinde Löwenberger Land im Norden des Landes Brandenburg.

## Geographie
Häsen liegt im Südosten des Naturraums der Granseer Platte. Zum Gebiet des Ortsteils gehört der Kleine Lankesee und teilweise der Papensee. Häsen grenzt im Norden an die Stadt Gransee, im Osten an die Stadt Zehdenick, im Süden an die Ortsteile Liebenberg, Neulöwenberg und Löwenberg sowie im Westen an die Ortsteile Neuhäsen, Klevesche Häuser und Gutengermendorf.

## Geschichte
Häsen war im Mittelalter ein Kirchdorf. Es wurde 1365 im Nachnamen des Heinrich Hoseden erstmals urkundlich erwähnt und fiel bis 1459 wüst. Vor 1490 war Häsen an die Herrschaft Ruppin gekommen und fiel mit dieser 1524 an die Mark Brandenburg. Im 16. Jahrhundert nutzten Bewohner der umliegenden Dörfer die wüste Feldmark von Häsen als Weide, Wiese und Acker. 1651 kam Häsen in den Besitz des Jobst von Hertefeld aus kleveschem Adelsgeschlecht und bildete fortan bis 1872 einen Teil der Grundherrschaft zu Liebenberg, die 1867 von den Freiherren von Hertefeld an die Grafen zu Eulenburg fiel. Jobst besiedelte einen Teil der wüsten Feldmark von Häsen mit reformierten Siedlern aus dem Herzogtum Kleve. Das so entstandene Kolonistendorf erhielt den Namen Klevesche Häuser. Seit spätestens 1738 bestand in Häsen ein Gutshof, der auch als Feld-Häsen bezeichnet wurde.
Im 19. Jahrhundert wurde das Vorwerk Neuhäsen angelegt. 1900 war Häsen ein Rittergut mit 1958 ha Fläche im Kreis Ruppin der Provinz Brandenburg, zu dessen Gutsbezirk das Vorwerk Neuhäsen und das Forsthaus Liebenberg gehörten. Das Kolonistendorf Klevesche Häuser bildete eine Landgemeinde mit 199 ha Fläche. 1928 wurde der Gutsbezirk in die Gemeinde Häsen umgewandelt. Klevesche Häuser wurde 1938 nach Häsen eingemeindet. 1946 wurden im Rahmen der Bodenreform in der Sowjetischen Besatzungszone rund 390 ha Bodenfläche aufgeteilt. Die erste Landwirtschaftliche Produktionsgenossenschaft wurde 1952 gegründet, weitere folgten.
Seit der Verwaltungsreform von 1952 gehörte Häsen zum Kreis Gransee des Bezirks Potsdam. Landschaft und Einwohner Häsens zur Zeit des Sozialismus sind Thema des 1976 veröffentlichten DEFA-Dokumentarfilms Das weite Feld von Regisseur Volker Koepp. Von 1992 bis 1997 wurde die Gemeinde durch das Amt Löwenberg verwaltet und wurde 1993 Teil des neuen Landkreises Oberhavel. Am 31. Dezember 1997 wurde das Amt Löwenberg aufgelöst und Häsen schloss sich mit neun weiteren Gemeinden zur neuen Gemeinde Löwenberger Land zusammen. Häsen, Klevesche Häuser und Neuhäsen bilden jeweils einen Ortsteil der Gemeinde Löwenberger Land.

## Einwohnerentwicklung
Die folgende Tabelle zeigt die Einwohnerentwicklung von Häsen zwischen 1875 und 1996 im Gebietsstand des jeweiligen Stichtages:
| Stichtag      | Einwohner | Bemerkungen                                                            |
| ------------- | --------- | ---------------------------------------------------------------------- |
| 1. Dez. 1875  | 174       | Volkszählung; mit Neuhäsen                                             |
| 1. Dez. 1890  | 149       | Volkszählung; mit Neuhäsen                                             |
| 1. Dez. 1910  | 173       | Volkszählung; mit Neuhäsen                                             |
| 16. Juni 1925 | 259       | Volkszählung; mit Neuhäsen                                             |
| 16. Juni 1933 | 196       | Volkszählung; mit Neuhäsen                                             |
| 17. Mai 1939  | 380       | Volkszählung; mit Klevesche Häuser und Neuhäsen                        |
| 29. Okt. 1946 | 635       | Volkszählung; mit Klevesche Häuser und Neuhäsen                        |
| 31. Aug. 1950 | 646       | Volkszählung; mit Klevesche Häuser und Neuhäsen                        |
| 31. Dez. 1964 | 497       | Volkszählung; mit Klevesche Häuser und Neuhäsen                        |
| 1. Jan. 1971  | 494       | Volkszählung; mit Klevesche Häuser und Neuhäsen                        |
| 31. Dez. 1981 | 419       | Volkszählung; mit Klevesche Häuser und Neuhäsen                        |
| 3. Okt. 1990  | 420       | Tag der Deutschen Einheit; mit Klevesche Häuser und Neuhäsen           |
| 31. Dez. 1996 | 400       | letzter Stichtag vor Gemeindefusion; mit Klevesche Häuser und Neuhäsen |

## Persönlichkeiten
- Friedrich Wend zu Eulenburg (* 1881; † 1963), Gutsbesitzer von Häsen
- Bruno Curth (* 1926), Mitglied der Volkskammer, Vorsitzender der ersten Landwirtschaftlichen Produktionsgenossenschaft in Häsen